# Montravel (wijnstreek)

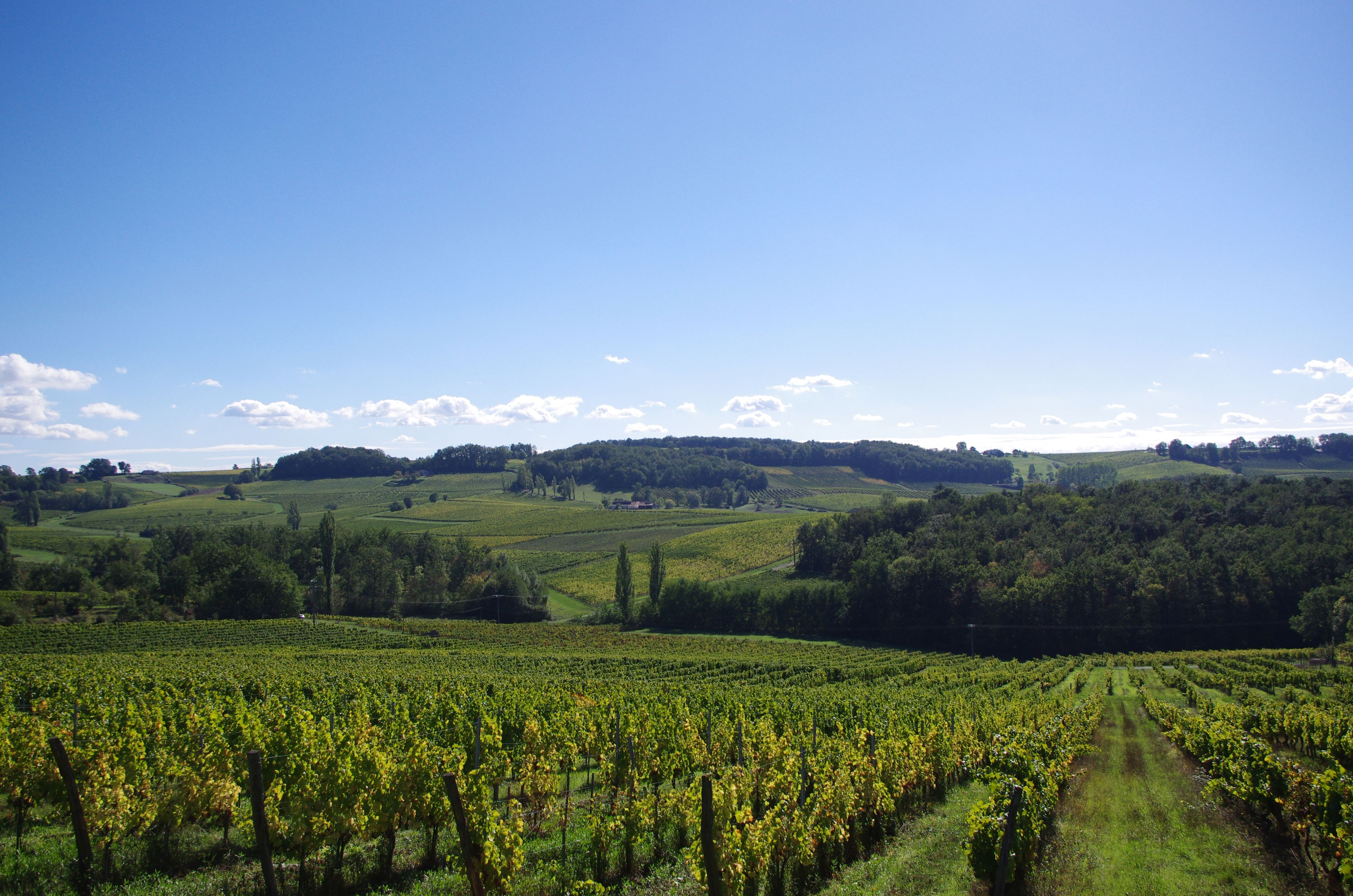
Wijngaard van de AOC Montravel

Montravel is een Frans wijnbouwgebied en gecontroleerde oorsprongsbenaming (AOC) in het westen van het departement Dordogne. Montravel ligt in het wijnbouwgebied van Bergerac in de regio Sud-Ouest. Benedictijnen verbouwden reeds in 1080 wijn in de streek, en de filosoof Michel de Montaigne bezat er ook wijngaarden.

## Wijnen
In het gebied worden witte en rode wijnen geproduceerd. Ze worden samengesteld uit verschillende druivenrassen of wijnen. De witte wijnen hebben een minimaal natuurlijk alcoholgehalte van 10,5 volumepercent (13% na verrijking); de rode van 11% (13,5% na verrijking).
De witte Montravel verkreeg in 1937 de erkenning als AOC; de rode Montravel in 2001.

## Druiven
De voornaamste druivenrassen zijn: Cabernet Sauvignon, Cabernet Franc, Côt, Muscadelle, Merlot, Sémillon, Sauvignon en Sauvignon gris. De belangrijkste rassen zijn Sémillon B en Sauvignon B of Sauvignon gris G.

## Afbakening
Het gebied van de AOC Montravel, zoals aangepast in 2017/2018 omvat de volgende gemeenten in het departement Dordogne:
- Bonneville-et-Saint-Avit-de-Fumadières
- Le Fleix
- Fougueyrolles
- Lamothe-Montravel
- Monfaucon
- Montcaret
- Montazeau
- Montpeyroux
- Nastringues
- Port-Sainte-Foy-et-Ponchapt
- Saint-Antoine-de-Breuilh
- Saint-Méard-de-Gurçon
- Saint-Michel-de-Montaigne
- Saint-Vivien
- Vélines.

De wijn geoogst en bereid in de gemeenten Bonneville-et-Saint-Avit-de-Fumadières, Fougueyrolles, Lamothe-Montravel, Montcaret, Montazeau, Montpeyroux, Nastringues, Port-Sainte-Foy-et-Ponchapt, Saint-Antoine-de-Breuilh, Saint-Méard-de-Gurçon, Saint-Michel-de-Montaigne, Saint-Vivien en Vélines - tussen de valleien van de Lidoire en de Dordogne - heeft een aparte oorsprongsbenaming: AOC Haut-Montravel.

## Bodem en klimaat
Het afgebakende gebied van Montravel bestaat voornamelijk uit kleiachtige, kalkhoudende grond. De wijngaarden liggen op goed gedraineerde percelen op de hoogvlakte of op naar het zuiden gerichte hellingen. Op de hellingen komt kalksteen met fossielen van zeesterren aan de oppervlakte. Het gebied kent een zeeklimaat met lange perioden van hoge luchtvochtigheid en milde winters.